# Tamiflu
Tamiflu (kemisk navn: 'oseltamivir') er et antiviralt stof, en neuroaminidasehæmmer brugt i behandling af influenza type A og B. Det fremstilles af Hoffmann-La Roche og er patenteret.

## Indikationer og dosering
Tamiflu fås i 75 mg kapsler indikeret til:
- Behandling af influenza i patienter, som er over 1 år gamle, og ikke har haft symptomer i mere end 2 til 3 dage.
- Beskyttelse mod influenza under en influenzaepidemi, eller efter nærkontakt med et inficeret individ.

Det ovenstående er baseret på studier af human influenza, ikke fugleinfluenza.
Efterhånden er det fremkommet, at Tamiflu sandsynligvis ikke har den påståede forebyggende og behandlende effekt. Der mangler også kundskab om eventuelle bivirkninger, viser en stor undersøgelse.  Tamiflu blev storindkøbt under svineinfluenza-pandemien i 2009, men engelske forskere har fastslået, at medicinen kun kan forkorte sygdomstilfælde med en halv dag. 

## Produktionsproblemer
Tamiflu blev vidt og bredt anvendt i 2005-udbruddet af fugleinfluenza i Sydøstasien. I respons til udbruddet begyndte mange vestlige lande at opbygge lagre af Tamiflu til behandling af en mulig pandemi. I slutningen af maj 2005 udtrykte Roche at efterspørgslen efter Tamiflu var højere end de kunne producere. I oktober 2005 annoncerede det indiske medicinalfirma Cipla at de ville påbegynde produktionen af generisk oseltamivir uden licens fra Roche og sælge det til 49 andre ulande. I samme måned annoncerede Roche at det var i forhandlinger med 4 andre medicinalselskaber om at afhjælpe leveringsproblemerne ved produktion af Tamiflu under licens.

## Resistens
Som forventet er der i visse influenzavirus resistens mod Tamiflu – omtrent 1,26% af behandlede influenzainfektioner forbedredes ikke ved Tamiflubehandling. Dette er mindre end forventet, og meget mindre end resistens mod andre antivirale midler (amantadin, rimantadin). Dog er det stadig en kilde til bekymring i forbindelse med fugleinfluenza. En vietnamesisk pige behandlet for fugleinfluenzaen viste delvis resistens mod midlet. Helt konkret involverer resistensen en mutation i virussets neuroaminidase, som ofte resulterer i en svag udgave af dette. Desuden er neuroaminidase relativt højkonserveret – lille variation mellem forskellige virusstammer, så Tamiflu giver maksimal dækning.